# Giuseppe Rossi
Giuseppe Rossi (nascut a Teaneck, Nova Jersey, Estats Units, l'1 de febrer del 1987) és un futbolista professional italià que juga com a davanter.
Entre altres equips, ha jugat pel Vila-real CF, l'ACF Fiorentina, el Llevant UE i el Celta de Vigo.